# Planirostrosis himba
Planirostrosis himba is een keversoort uit de familie zwartlijven (Tenebrionidae). De wetenschappelijke naam van de soort is voor het eerst geldig gepubliceerd in 1958 door Koch.